# باول ووكر (لاعب كرة قدم بريطاني)
باول ووكر (بالإنجليزية: Paul Walker)‏ (20 أغسطس 1977 في المملكة المتحدة - ) هو لاعب كرة قدم بريطاني في مركز الوسط. لعب مع دندي يونايتد ونادي بارتيك ثيسل ونادي سانت ميرين ونادي إيست فيف ونادي سترنرير ‏ ونادي مونتروز لكرة القدم ونادي آير يونايتد ونادي كوينز بارك ونادي غرينوك مورتون.

## وصلات خارجية
- بول ووكر على موقع قاعدة بيانات كرة القدم.إي يو (الإنجليزية)
- بول ووكر على موقع Soccerbase.com (لاعب) (الإنجليزية)